# Hrabstwo Franklin (Kansas)

Piramida wieku hrabstwa

Hrabstwo Franklin – hrabstwo położone w USA w stanie Kansas z siedzibą w mieście Ottawa. Założone 25 sierpnia 1855 roku. Nazwa Hrabstwa pochodzi od Benjamina Franklina.

## Miasta
- Ottawa
- Wellsville
- Pomona
- Richmond
- Williamsburg
- Princeton
- Lane
- Rantoul

## Sąsiednie Hrabstwa
- Hrabstwo Douglas
- Hrabstwo Johnson
- Hrabstwo Miami
- Hrabstwo Linn
- Hrabstwo Anderson
- Hrabstwo Coffey
- Hrabstwo Osage

## Drogi główne
- Interstate 35/U.S. Route 50
- U.S. Route 59
- K-68